# Maikel Pérez
Maikel Antonio Pérez González (ur. 12 maja 1983) – kubański zapaśnik w stylu wolnym. Olimpijczyk z Pekinu 2008, gdzie zajął 19 miejsce w wadze do 55 kg. Ósmy na mistrzostwach świata w 2009. Dwa medale na mistrzostwach panamerykańskich, złoto w 2009. Siódmy w Pucharze Świata w 2015 roku.